# Fayssac
Fayssac – miejscowość i gmina we Francji, w regionie Oksytania, w departamencie Tarn.
Według danych na rok 1990 gminę zamieszkiwały 314 osoby, a gęstość zaludnienia wynosiła 41 osób/km² (wśród 3020 gmin regionu Midi-Pireneje Fayssac plasuje się na 753. miejscu pod względem liczby ludności, natomiast pod względem powierzchni na miejscu 1274.).